# Centre technique des matériaux de construction, de la céramique et du verre
 (juillet 2014).
Si vous disposez d'ouvrages ou d'articles de référence ou si vous connaissez des sites web de qualité traitant du thème abordé ici, merci de compléter l'article en donnant les références utiles à sa vérifiabilité et en les liant à la section « Notes et références ».

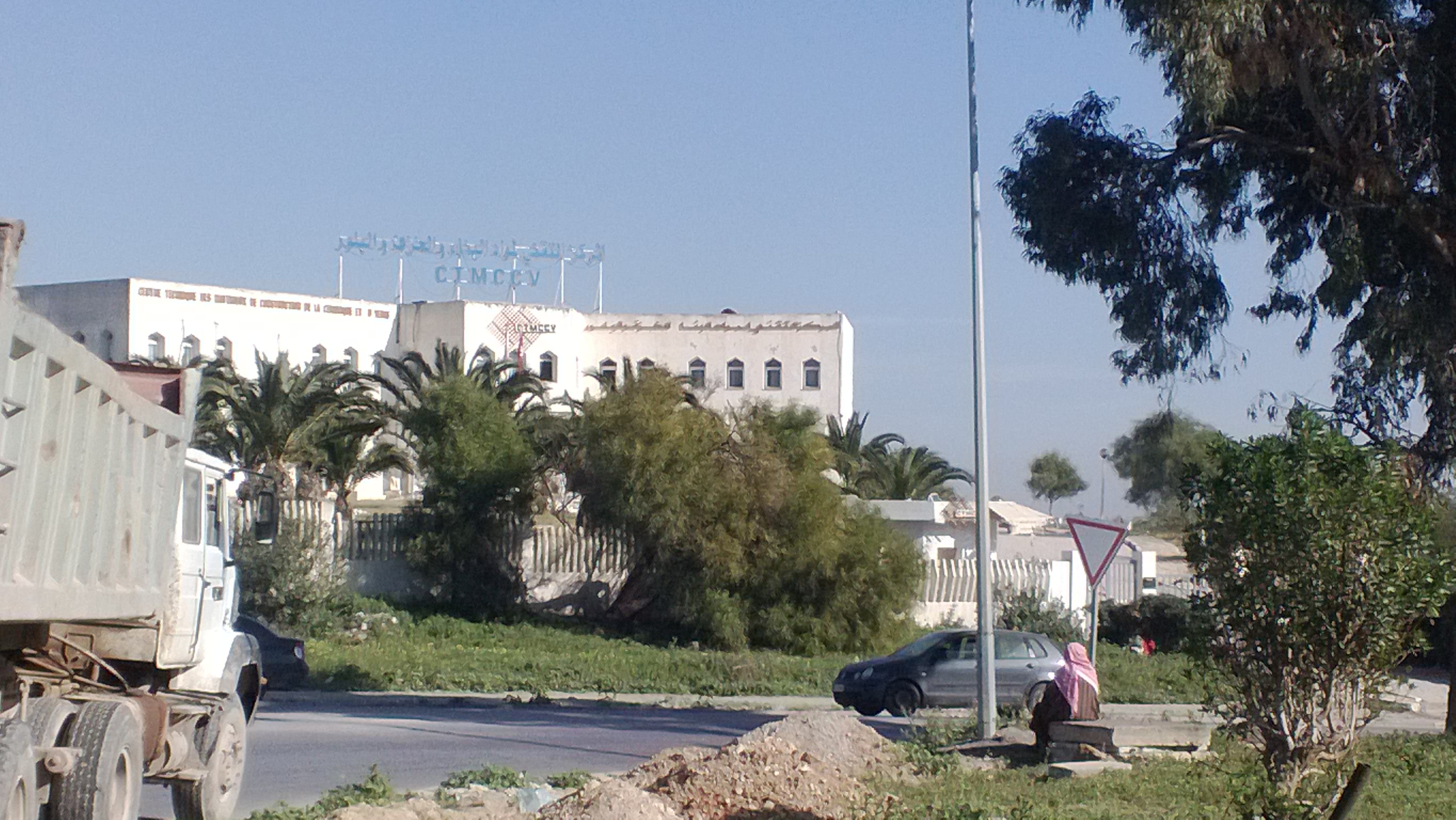
Vue du Centre technique des matériaux de construction, de la céramique et du verre.

Le Centre technique des matériaux de construction, de la céramique et du verre (CTMCCV) est un centre technique tunisien d'intérêt public et économique placé sous la tutelle du ministère de l'Industrie.
Le CTMCCV est créé en 1982 pour développer et promouvoir le secteur des industries des matériaux de construction, de la céramique et du verre en Tunisie. Il est actif aussi bien sur le plan national qu'international et entretient d'étroites relations de coopération avec diverses institutions et organisations.